# Parafia Niepokalanego Poczęcia Najświętszej Maryi Panny w Ceranowie
Parafia pw. Niepokalanego Poczęcia Najświętszej Maryi Panny w Ceranowie – rzymskokatolicka parafia należąca do dekanatu Sterdyń, diecezji drohiczyńskiej, metropolii białostockiej.

## Historia
Parafia powstała 17 października 1508.

## Obszar parafii

### Miejscowości i ulice
W granicach parafii znajdują się miejscowości:

- Adolfów,
- Ceranów,
- Długie Grodzieckie,
- Długie Grzymki,
- Długie Kamieńskie,
- Garnek,
- Lubiesza,
- Natolin,
- Noski,
- Przewóz Nurski,
- Pustelnik,
- Radość,
- Rytele-Olechny,
- Rytele Suche,
- Wólka Nadbużna,
- Wólka Rytelska
- Wszebory

## Miejsca święte

### Kościół parafialny
- Kościół Niepokalanego Poczęcia Najświętszej Maryi Panny w Ceranowie